# 謝卓言
謝卓言（英語：Kyle Tse，1985年6月6日—），香港男演員。早年就讀香港加拿大國際學校，與歌手吳雨霏是小學同學。2008年畢業於加拿大多倫多大學，畢業後報考第23期無綫電視藝員訓練班（2009年）並順利畢業，并成爲無綫電視合約男藝員。因出演《On Call 36小時》飾演羅安迪（Andy）一角開始爲人熟識。
2014年7月，謝卓言拍毕剧集《名門暗戰》（前名《商戰》）后离开无线电视，结束6年的宾主关系。同年決定轉戰金融界，2017年更協助為永駿國際（8187）（現名為「積木集團」）集資上市。

## 電視劇（無綫電視）

### 2008年
- 畢打自己人 飾 Mary助手（第119集）、男 model（第194集）、《爆》週刊職員（第274-275集）、助手（第298集）

### 2009年
- 有營煮婦 飾 髮型師（第27集）

### 2010年
- 情人眼裏高一D 飾 參賽者
- 搜下留情 飾 檔案室警察（第16集）
- 女人最痛 飾 光仔
- 公主嫁到 飾 陸公公
- 翻叮一族 飾 保鑣
- 讀心神探 飾 馬福水
- 巾幗梟雄之義海豪情 飾 喬田星崎
- 刑警 飾 海關
- 誘情轉駁 飾 家豪、CID（第17-20集）
- 依家有喜 飾 男家屬

### 2011年
- 你們我們他們 飾 求婚者
- Only You 只有您 飾 金毛
- 女拳 飾 方照祥
- 誰家灶頭無煙火 飾 杰仔、Coffee Corner員工
- 洪武三十二 飾 朱植
- 點解阿Sir系阿Sir 飾 保鏢
- 怒火街頭 飾 律師
- 團圓 飾 攝影師
- 真相 飾 副手（第19集）
- 紫禁驚雷 飾 侍衛
- 潛行狙擊 飾 邵喜手下（第5集）
- 不速之約 飾 侍應
- 荃加福祿壽探案 飾 薛卓與凌緲薩婚禮的觀禮客人（第15-17集）
- 結·分@謊情式 飾 裁判（第43集）
- 天與地 飾 青年結他手（第18、26、29集）
- 我的如意狼君 飾 文玉鳳之堂兄弟

### 2012年
- 換樂無窮 飾 黑幫人物（第20集）
- 缺宅男女 飾 Roger（第8集）
- 4 In Love 飾 醫生
- On Call 36小時 飾 羅安迪（Andy）
- 拳王 飾 銷售部職員
- 愛·回家 (第一輯) 飾 Jason（第226集）、P.A.（第286集）
- 心戰 飾 CID
- 衝呀！瘦薪兵團 飾 CID（第11集）
- 飛虎 飾 軍裝警察
- 回到三國 飾 士兵
- 護花危情 飾 職員（第12集）
- 怒火街頭2 飾 醫生（第18集）
- 造王者 飾 官差
- 巴不得媽媽 飾 職員、設計師
- 雷霆掃毒 飾 姜志雄手下（第20集）
- 法網狙擊 飾 醫生（第5-6集）

### 2013年
- 老表，你好嘢！ 飾 黃先生（私家偵探）
- 初五啟市錄 飾 巡警（第11集）
- 戀愛季節 飾 中學同學
- 女警愛作戰 飾 楊不凡
- 仁心解碼II飾 男護士
- 情越海岸線 飾 醫生
- 好心作怪 飾 會計師
- 熟男有惑 飾 樂少
- 衝上雲霄II 飾 華堅（Kenneth）
- On Call 36小時II 飾 羅安迪（Andy）

### 2014年
- 叛逃 飾 Nelson（第6集）
- 忠奸人 飾 杜以鏗保鏢
- 載得有情人 飾 Derek
- 醋娘子 饰 暹罗王子
- 名門暗戰 飾 Ray

### 2015年
- 飛虎II 飾 WPU（第10集）

### 2016年
- 流氓皇帝 飾 福伯（第14集）

## 感情生活
有傳与他的緋聞女友是同爲無綫電視的女藝員周美欣，但雙方均已否認，現階段只是朋友關係。
2014年9月1日，謝卓言與美籍華僑服裝設計師Meredith Elly So（蘇勵欣）訂婚。2015年3月8日，謝卓言宣布與Meredith分手，兩人的婚約取消。同年12月9日，謝卓言突然宣布已婚，妻子正是前未婚妻Meredith。兩天後便透過社交媒體公開與Meredith的婚照，首次透露了妻子的正臉，並被稱為擁有高顏值的混血公主。後有網友挖出Meredith的家庭背景。Meredith出生於美國醫生世家，家裡上上下下包括哥哥都是醫生，母親是美籍整形醫師，父親則是美國心臟科權威，因父母的優良基因，所以Meredith與哥哥Matthew都擁有高顏值。身為全家最小的她從小受到全家人的寵愛及愛戴，但也沒因此將Meredith寵壞，謝卓言則形容妻子是個善良，有責任感且有愛心的女孩。2016年8月11日，謝卓言宣布將與妻子移民到德國生活。同年12月29日，謝卓言公開宣布與妻子已為人父母，Meredith於10月29日產下女兒，Agatha  Bey Tse（謝卉欷）。2020年1月20日，Meredith透過Instagram宣布懷上二胎。三天後謝卓言公布妻子早在半年前已產下雙胞胎兒子，Brooklyn Colt Tse（謝羿風）、Charles Max Tse（謝晟哠）。